# Ніт (одиниця вимірювання)
Ніт (скор. від лат. nitere — блищати, сяяти; українське скорочене позначення нт, міжнародне — nt) — застаріле найменування одиниці вимірювання яскравості поверхні, що використовувалося в Міжнародній системі одиниць (SI) та системі одиниць МСК, основними одиницями вимірювання в якій були метр як одиниця довжини, секунда як одиниця часу та кандела як одиниця сили світла. 1 нт рівний яскравості поверхні, що рівномірно світиться, площею 1 м² в перпендикулярному до неї напрямі за сили світла 1 кд, тобто 1 нт = 1 кд/м². Таким чином, в системах SI та МСК ніт є похідною одиницею вимірювання.
Ніт був схвалений Міжнародною комісією з освітленості і планувався до включення в SI разом із люксом в 1960 році, однак не був прийнятий Генеральною конференцією мір і ваг через асоціації, які викликає в англомовному середовищі слово nit (англ. гнида, нікчема). За станом на 2019 рік в системі SI використання цього найменування не передбачено, а відповідна похідна одиниця системи іменується як кандела на квадратний метр. Зв'язок з іншими одиницями вимірювання яскравості: 1 нт = 10−4 кд/см² = 9,95⋅10−5 сб = 3,13⋅10−4 Лб.
Більшість настільних рідкокристалічних дисплеїв мають яскравість від 200 до 300 нт. Екрани телевізорів високої роздільної здатності мають яскравість від 450 до 1500 нт.